# Anthony Michalek

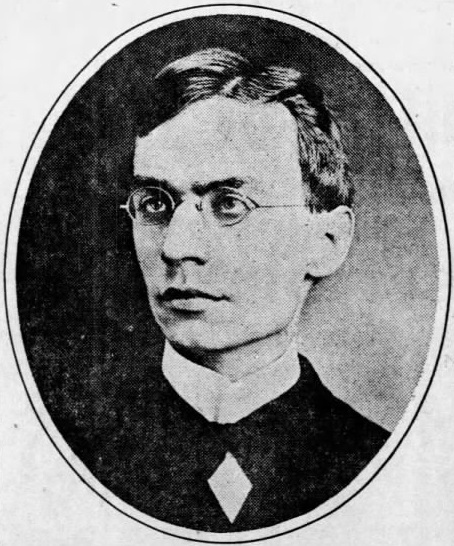
Anthony Michalek (1906)

Anthony Michalek (* 16. Januar 1878 in Radvanov, Mladá Vožice, Böhmen; † 21. Dezember 1916 in Chicago, Illinois) war ein US-amerikanischer Politiker. Zwischen 1905 und 1907 vertrat er den Bundesstaat Illinois im US-Repräsentantenhaus.

## Leben
Noch in seinem Geburtsjahr kam Anthony Michalek mit seinen Eltern nach Chicago, wo er später die öffentlichen Schulen besuchte. Danach arbeitete er als Buchhalter. Politisch wurde er Mitglied der Republikanischen Partei. Bei den Kongresswahlen des Jahres 1904 wurde er im fünften Wahlbezirk von Illinois in das US-Repräsentantenhaus in Washington, D.C. gewählt, wo er am 4. März 1905 die Nachfolge von James McAndrews antrat. Da er im Jahr 1906 nicht bestätigt wurde, konnte er bis zum 3. März 1907 nur eine Legislaturperiode im Kongress absolvieren.
Im Jahr 1908 strebte Michalek erfolglos seine Rückkehr in den Kongress an. Damals wurde er auch Leiter und Manager des musikalischen Konservatoriums von Chicago. In dieser Stadt ist er am 21. Dezember 1916 auch verstorben.